# Berndt Barth
Berndt Barth (* 1941) ist ein deutscher Sportwissenschaftler, Hochschullehrer und Verfasser von Sportlehrbüchern.

## Leben
Barth betrieb von 1958 bis 1965 beim SC DHfK Leipzig Modernen Fünfkampf, 1963 wurde er mit der Mannschaft der Deutschen Demokratischen Republik Vierter der Weltmeisterschaft. Bei den Junioren gewann er im Einzel- sowie im Mannschaftswettbewerb mehrfach die DDR-Meisterschaft sowie ebenfalls im Erwachsenenbereich mit der Mannschaft des SC DHfK. Nachdem diese Sportart in der DDR nicht mehr staatlich gefördert wurde, wandte sich Barth dem Fechten zu.
1978 wurde seine Habilitation angenommen, der Titel seiner Arbeit lautete „Abriß einer Theorie und Methodik der Strategie und Taktik des Wettkampfes im Fechten“.
Ab 1984 hatte er an der Deutschen Hochschule für Körperkultur (DHfK) in Leipzig eine Professorenstelle für Trainingswissenschaft der Kampfsportarten inne und war Leiter des Wissenschaftsbereiches Kampfsportarten, er blieb bis zur Einstellung des Universitätsbetriebs nach der Wende im Amt. An der DHfK beschäftigte er sich unter anderem mit den Themenbereichen „Anschlusstraining in den Zweikampfsportarten“, Fechttraining, „Möglichkeiten einer Methodik der strategischen und taktischen Ausbildung im Trainingsprozess“, dem „Ausbildungsniveau der selbständigen Handlungskontrolle bei Nachwuchssportlern im Training“ sowie der Theorie von Strategie und Taktik. Barth war ab Frühjahr 1990 Prorektor an der DHfK. Mit der Abwicklung der Hochschule ab Ende 1990 sei auch seine „persönliche wissenschaftliche Biografie ‚abgewickelt‘“ worden, schrieb Barth später, im Nachhinein bewertete er „dieses ‚Unglück‘ als glückliche Fügung“.
Von 1990 bis 2004 war Barth beim Deutschen Fechter-Bund Leiter des Ausschusses Lehrwesen und Trainingswissenschaft sowie von 1993 bis 2002 Generalsekretär des Verbandes. Von 1991 bis 1992 war er erster Chefredakteur der Leipziger Sportwissenschaftlichen Beiträge nach der Gründung der Zeitschrift im Jahr 1991.
In der Lehre war er als Dozent an der Trainerakademie des Deutschen Olympischen Sportbundes in Köln sowie an der Fachhochschule für Sport und Management Potsdam als Gastprofessor für Strategie und Taktik im Leistungssport tätig. Neben seiner Dozententätigkeit an der Trainerakademie wurde Barth ebenfalls Mitglied im Vorstand des Vereins der Trainerakademie.
Barth veröffentlichte mehrere Sportlehrbücher, darunter als Leiter des Autorenkollektivs „Fechten: ein Lehrbuch für die Grundausbildung im Florett-, Säbel- und Degenfechten“ im Jahr 1975, „Zum aufgabenorientierten Einsatz von Trainingsübungen im Fechten (Übungssammlung)“ im Jahr 1981, „Fechttraining“ im Jahr 2000, 2002 zusammen mit Katrin Barth „Ich trainiere Fechten“, „Fußball. Modernes Nachwuchstraining“ (2004, zusammen mit Erich Rutemöller und Ullrich Zempel), „Schwimmen: modernes Nachwuchstraining“ (2004, mit Roland Baartz), „Hockey: modernes Nachwuchstraining“ (2008, mit Lutz Nordmann), „Gerätturnen: modernes Nachwuchstraining“ (2009, zusammen mit Swantje Scharenberg), „Handball: modernes Nachwuchstraining“ (2009, mit Maik Nowak), „Basketball: modernes Nachwuchstraining“ (2010, mit Christian Bauer), „Badminton: modernes Nachwuchstraining“ (2011, zusammen mit Heinz Kelzenberg), „Sportschießen: modernes Nachwuchstraining“ (2011, mit Beate Dreilich), 2013 gemeinsam mit Frank Wieneke „Judo - Modernes Nachwuchstraining: altersgerechtes Training, Trainingsziele erreichen, Selbstständigkeit verbessern“, „Ringen: modernes Nachwuchstraining“ (2013, mit Lothar Ruch) und „Tischtennis: modernes Nachwuchstraining“ (2016, gemeinsam mit Evelyn Simon).